# Lynching postcard

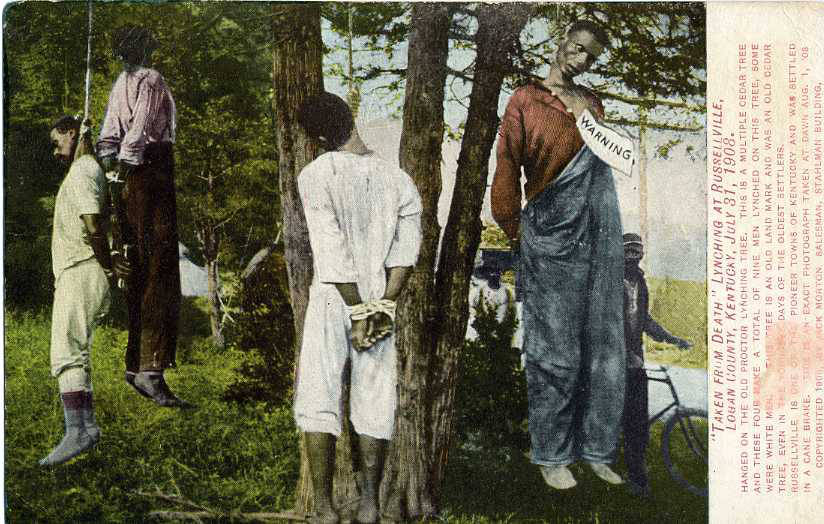
Handgefärbte Postkarte der Lynchjustiz an Virgil, Robert und Thomas Jones, sowie an Joseph Riley vom 31. Juli 1908, in Russellville, Kentucky

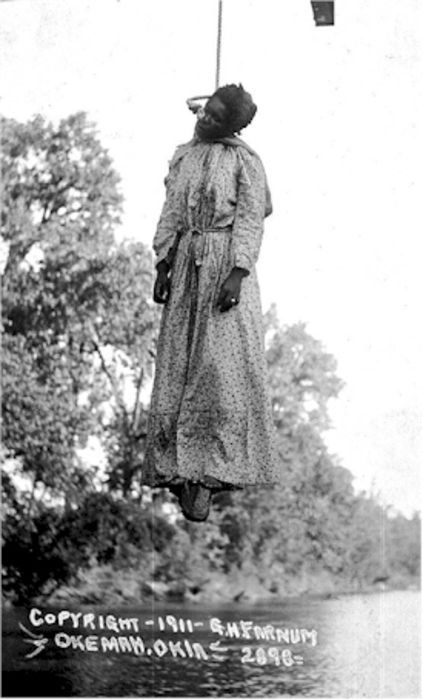
Laura Nelson und ihr Sohn, Opfer der Lynchjustiz 1911 in Okemah, Oklahoma. Sie waren inhaftiert, weil sie an der Ermordung eines Hilfssheriffs beteiligt gewesen sein sollen und wurden von einem Mob aus dem Gefängnis geholt und gelyncht. Berichten zufolge wurde Nelson vergewaltigt. Ihre kleine Tochter blieb verschont.

Eine Lynching Postcard (in etwa: Postkarte einer Lynchjustiz) ist eine Postkarte, welche zeigt, wie ein einzelner oder eine Gruppe von Menschen gelyncht werden. Bei Lynchjustiz handelt es sich um extrajudizielle Tötungen von Menschen, meistens durch eine aufgebrachte Menschenmenge. Wie von anderen Ereignissen auch, wurden von diesen Lynchings Postkarten erstellt. Diese wurden dann entweder versandt, gesammelt oder als Erinnerungsstücke behalten. Da ein Großteil der Lynchmorde durch Rassenhass motiviert war, enthielten diese Postkarten auch Texte oder Gedichte rassistischen Inhalts. Über 50 Jahre waren solche Postkarten in den Vereinigten Staaten verbreitet. Im Jahr 1908 wurde dem US Postal Service verboten, sie zu verbreiten.

## Beschreibung
Die als Instrument der Überlegenheit der weißen Rasse eingesetzte Lynchjustiz erreichte ihren Höhepunkt in den Jahren zwischen 1880 und 1940 und wurde noch bis in die 1970er Jahre angewandt. Vor allem in den Südstaaten diente sie dazu, Afroamerikaner einzuschüchtern, die nach dem Bürgerkrieg mehr Rechte zugesprochen bekommen hatten. Später wurden Lynchmorde auch gegen Wähler und Sympathisanten der Bürgerrechtsbewegung eingesetzt, ungeachtet deren Abstammung. Betroffen waren vor allem Schwarze, die aktivistisch auftraten oder wirtschaftlich besonders erfolgreich waren. Es war gängige Praxis, sie aus ihren Häusern oder Gefängnissen zu holen, irgendwelcher Straftaten zu bezichtigen und dann, ohne Gerichtsprozess oder Unschuldsvermutung, durch einen vorwiegend weißen Mob zu Tode kommen zu lassen.
Die Zuschauer verkauften einander Souvenirs, inklusive Postkarten. Diejenigen, welche die Opfer umbrachten, machten auch oft Fotos von den Opfern. Diese Fotos dienten als Vorlage für die Postkarte.
Auf einer typischen Postkarte erscheint das Opfer groß in der Bildmitte, während lächelnde Zuschauer, oft mit Kindern, die Ränder des Bildes füllen.

## Film
Der Film Lynching Postcards: ’Token of A Great Day’ des Streaming-Dienstes Paramount+ thematisiert das Phänomen.